# Хэйдзё Мутэки-рю
Хэйдзё Мутэки-рю (яп. 平常無敵流) — древняя школа кэндзюцу, классическое японское боевое искусство (корю), основанное приблизительно в 1668 году мастером Яманоути Рэнсинсаи (яп.  Yamanouchi Renshinsai). Является одной из первых школ, употреблявших понятие кэндо.

## История
Школа Хэйдзё Мутэки-рю была основана приблизительно в 1668 году во времена периода Эдо мастером Яманоути Рэнсинсаи, также известным как Хатирюсай (Hachiryusai). Подобно школе Абэ-рю, Хэйдзё Мутэки-рю является одним из первых стилей, упоминающих понятие кэндо (Яманоути Рэнсинсаи описывал свою школу, как систему будо и кэндо).
Еще в 1663 году Яманоути Рэнсинсаи написал книгу «Heijo Muteki Shō» («Книга Хэйдзё Мутэки-рю»), которая всесторонне цитировала другое произведение — Книгу Перемен. При описании своих военных идей он применял принцип инь-ян у-син и 8 триграмм. «Сущность искусства фехтования заключается в объединении инь и ян» — эта являлось центральной идеей школы. Вообще вся техника школы находилась под сильным влиянием идей Дзэна и Даосизма. Стиль Хэйдзё Мутэки-рю был известен как «Симпо (дух/разум) кэндзюцу» в связи с его фокусировкой на ментальном и духовном аспектах фехтования.